# Єзиди в Німеччині
Єзиди в Німеччині можуть позначати людей, які народилися або проживають у Німеччині єзидського походження, етнічної групи або курдської групи, яка є строго ендогамними.
У Німеччині існує велика громада єзидів, яка, за оцінками, нараховує близько 60 000—120 000 осіб. Це робить німецьку єзидську громаду однією з найбільших серед єзидської діаспори.

## Імміграційна історія
У 1990-х роках багато єзидів втекли до Німеччини, побоюючись релігійних переслідувань у Туреччині. Чисельність єзидського населення Німеччини в 1998 році становила близько 20 000 осіб. Багато єзидських інтелектуалів також втекли в цей час і зараз відіграють помітну роль у справах єзидської діаспори та підтримують зв'язки з єзидами в Іраку.

## Політична активність
У серпні 2014 року німецькі єзиди провели протести проти Ісламської держави та закликали до негайного припинення геноциду єзидів ІДІЛ. У демонстраціях взяли участь від 5 до 10 тисяч осіб. Троє командирів єзидських ополчень, які воювали проти Ісламської держави Іраку та Леванту (ІДІЛ) в Іраку, кілька років жили в Німеччині.

## Єзиди в Німеччині
- Алі Аталан — політик[1]
- Eskerê Boyîk — письменник[2]
- Халіл Рашоу — академік[3]
- Фелекнас Ука — політик
- Надя Мурад — правозахисниця, лауреат Нобелівської премії миру[4]
- Ханна Омархалі — академік[5]